# Half-Breed
Half-Breed − dziesiąty solowy album amerykańskiej piosenkarki Cher. Został wydany we wrześniu 1973 roku nakładem wytwórni MCA. Po porażce poprzedniego albumu Bittersweet White Light, Cher na stałe porzuciła męża Sonny'ego Bono jako producenta swoich albumów. Snuff Garrett powrócił do pracy z Cher, po sukcesie jaki osiągnęli przy współpracy nad albumem Gypsys, Tramps & Thieves.
Album dotarł do 28 miejsca Billboard 200 w Stanach Zjednoczonych, a 4 marca 1974 roku uzyskał status złotej płyty w tym kraju.

## Lista utworów
| Pierwsza strona | Pierwsza strona                    | Pierwsza strona                 | Pierwsza strona |
| Nr              | Tytuł utworu                       | Autorzy                         | Długość         |
| --------------- | ---------------------------------- | ------------------------------- | --------------- |
| 1.              | „My Love”                          | Paul McCartney, Linda McCartney | 3:36            |
| 2.              | „Two People Clinging to a Thread”  | Gloria Sklerov, Harry Lloyd     | 2:40            |
| 3.              | „Half-Breed”                       | Mary Dean, Al Capps             | 2:42            |
| 4.              | „The Greatest Song I Ever Heard”   | Dick Holler                     | 2:48            |
| 5.              | „How Can You Mend a Broken Heart?” | Barry Gibb, Robin Gibb          | 3:21            |
| 6.              | „Carousel Man”                     | Johnny Durrill                  | 3:02            |
|                 |                                    |                                 | 18:09           |

| Druga strona | Druga strona                | Druga strona                      | Druga strona |
| Nr           | Tytuł utworu                | Autorzy                           | Długość      |
| ------------ | --------------------------- | --------------------------------- | ------------ |
| 1.           | „David's Song”              | David Paich                       | 3:24         |
| 2.           | „Melody”                    | Cliff Crofford, Thomas L. Garrett | 2:34         |
| 3.           | „The Long and Winding Road” | John Lennon, P. McCartney         | 3:10         |
| 4.           | „This God-Forsaken Day”     | Jack Segal                        | 2:43         |
| 5.           | „Chastity Sun”              | Dash Crofts, James Seals, Cher    | 4:14         |
|              |                             |                                   | 16:05        |

## Notowania i certyfikaty
| Notowanie (1973)                   | Najwyższa pozycja |
| ---------------------------------- | ----------------- |
| Kanada (Billboard Canadian Albums) | 21                |
| Stany Zjednoczone (Billboard 200)  | 28                |

| Kraj                     | Certyfikat  | Sprzedaż |
| ------------------------ | ----------- | -------- |
| Stany Zjednoczone (RIAA) | Złota płyta | 500 000+ |